# Tordera

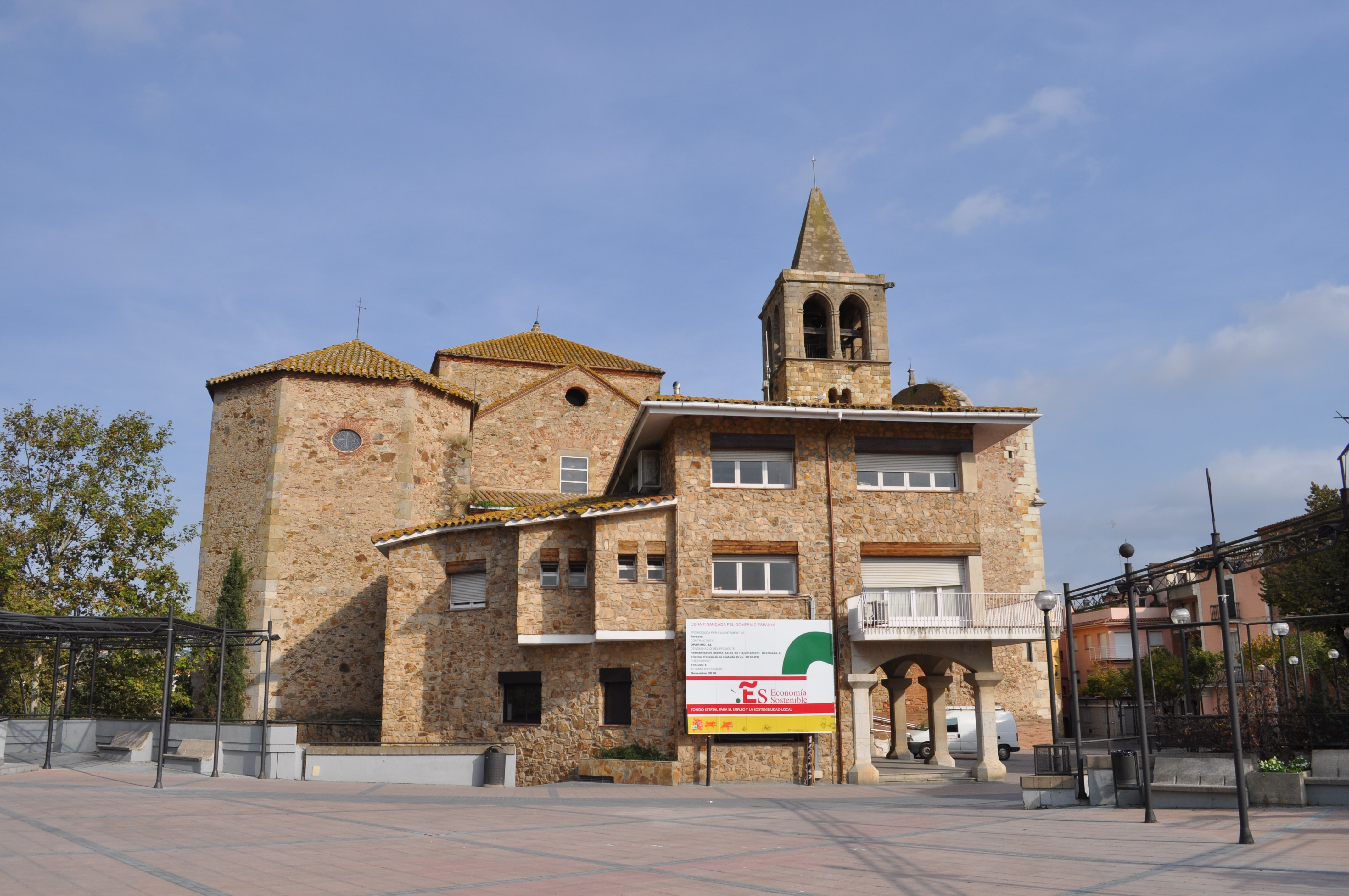
Kirche San Esteve

Tordera ist eine katalanische Ortschaft in der Provinz Barcelona im Nordosten Spaniens. Sie liegt in der Comarca Maresme am gleichnamigen Fluss.

## Kultur und Sehenswürdigkeiten
Auch wenn die touristischen Nachbarorte Blanes und Palafolls an der Costa Brava nur etwa sechs Kilometer entfernt sind, spielt Tourismus in Tordera keine Rolle. Hauptsehenswürdigkeit ist die Kirche San Esteve. Die romanisch-gotische Kirche aus dem 16. Jahrhundert trägt am Haupteingang die Jahreszahl 1803, die auf den letzten Umbau des Gotteshauses verweist.

## Wirtschaft und Verkehr
Über die Eisenbahnlinie Rodalies Barcelona ist Tordera an die Stadt Barcelona angeschlossen (Linie 1). Tordera liegt direkt an der autobahnähnlich ausgebauten N-II, die im Nachbarort El mas carbo in die Autobahn C-32 nach Barcelona übergeht.